# بانک عمومی

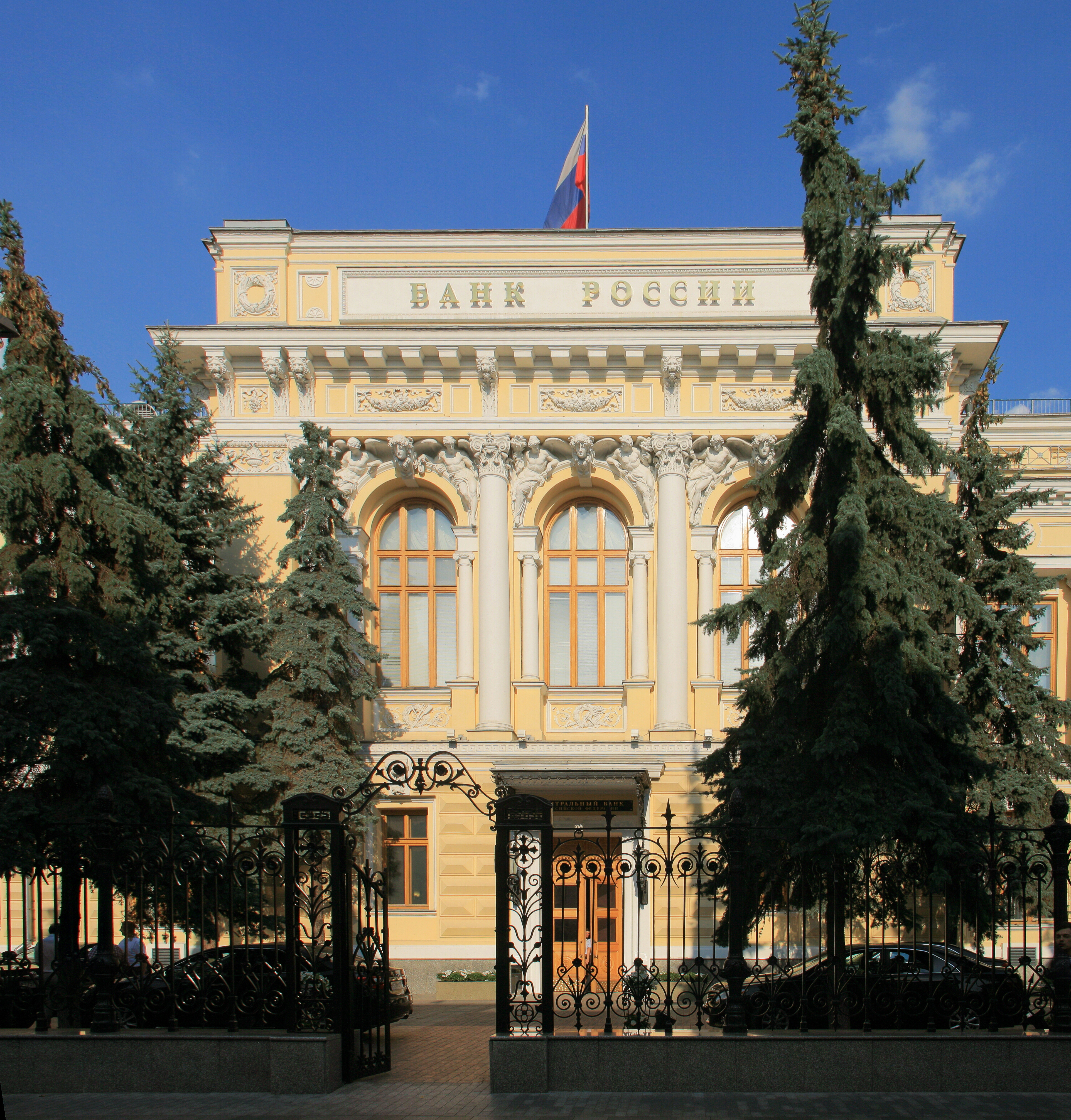
بانک مرکزی روسیه در مسکو

بانک عمومی (انگلیسی: Public bank) مؤسسه ای مالی است که مالکان آن دولت، شهرداری یا بخش‌های عمومی هستند. این تشکیلات اقتصادی تحت کنترل دولت است. بانک داکوتای شمالی، بانک عمومی آلمان و بانک پستی بسیاری از کشورها در میان مدل‌های رایج بانکداری عمومی برجسته هستند.
بانک‌های عمومی یا دولتی در اواخر قرن نوزدهم و اوایل قرن بیستم به عنوان عوامل حیاتی صنعتی‌سازی در کشورهای سرمایه‌داری و سوسیالیستی به‌طور یکسان در سطح جهان تکثیر شدند. تا اواخر سال ۲۰۱۲، بانک‌های دولتی هنوز تا ۲۵ درصد از کل دارایی‌های بانکی جهانی را در اختیار داشتند و کنترل می‌کردند.
طرفداران بانکداری عمومی استدلال می‌کنند که سیاست گذاران می‌توانند بانک‌های بخش عمومی ایجاد کنند تا هزینه‌های خدمات و زیرساخت‌های دولتی را کاهش دهند. از دیگر مزایای این نوع بانکداری می‌توان به موارد بیشتری مثل حمایت و کمک به بانک‌های محلی؛ ارائه خدمات بانکی به افراد و مؤسسات تحت پوشش بانکداری بخش خصوصی نام برد.
به‌طور فزاینده‌ای، موسسات مالی بین‌المللی بزرگ نقش مثبت و کاتالیزوری را که بانک‌های دولتی می‌توانند در انتقال سازگار با آب و هوای کم کربن آتی ایفا کنند، تشخیص می‌دهند. علاوه بر این، سازمان‌های غیردولتی بین‌المللی و محققان منتقد استدلال می‌کنند که بانک‌های دولتی می‌توانند نقش مهمی در تأمین مالی یک گذار منصفانه انرژی ایفا کنند.